# Quyền LGBT ở Đan Mạch
Quyền của người đồng tính nữ, đồng tính nam, song tính và chuyển giới (tiếng Đan Mạch: lesbiske, bøsser, biseksuelle og transpersoner) ở Đan Mạch rất nổi tiếng nhất trên thế giới.
Hoạt động tình dục đồng giới đã được hợp pháp hóa vào năm 1933 và kể từ năm 1977, độ tuổi đồng ý đã 15 tuổi, bất kể xu hướng tình dục hay giới tính. Đan Mạch là quốc gia đầu tiên trên thế giới trao sự công nhận hợp pháp cho các cặp đôi đồng giới, dưới hình thức quan hệ đối tác đã đăng ký, vào năm 1989. Vào ngày 7 tháng 6 năm 2012, luật này đã được thay thế bằng một luật hôn nhân đồng giới, bắt đầu có hiệu lực vào ngày 15 tháng 6 năm 2012, và Đan Mạch công nhận hôn nhân đồng giới được thực hiện ở nơi khác. Phân biệt đối xử vì lý do khuynh hướng tình dục đã bị cấm hoàn toàn vào năm 1996. Đan Mạch đã cho phép các cặp đồng giới được nhận nuôi từ năm 2010, trong khi trước đó cho phép nhận con nuôi và quyền đồng giám hộ hạn chế đối với cha mẹ không sinh học. Những người đồng tính nam, đồng tính nữ và song tính cũng được phép phục vụ công khai trong quân đội.
Giống như các nước láng giềng Scandinavia, Đan Mạch đã trở thành một trong những quốc gia tự do xã hội trên thế giới, với các cuộc thăm dò gần đây cho thấy phần lớn người Đan Mạch ủng hộ hôn nhân đồng giới và chấp nhận LGBT. thủ đô Copenhagen thường được các nhà xuất bản gọi là một trong những thành phố thân thiện với người đồng tính nhất trên thế giới, nổi tiếng với cuộc diễu hành Pride hàng năm. LGBT Đan Mạch được thành lập vào năm 1948, dưới tên Kredsen af 1948 (Vòng tròn năm 1948).
Vương quốc Đan Mạch cũng bao gồm hai tự trị lãnh thổ hải ngoại, Greenland và Quần đảo Faroe, nói chung là bảo thủ xã hội. Hôn nhân đồng giới đã được hợp pháp hóa tại Greenland vào tháng 4 năm 2016, trong khi Quần đảo Faroe hợp pháp hóa vào tháng 7 năm 2017.

## Chống phân biệt đối xử và pháp luật tội phạm kì thị
Luật pháp Đan Mạch nghiêm cấm phân biệt đối xử dựa trên xu hướng tính dục và bản sắc hoặc biểu hiện giới tính, trong số các loại khác. Đạo luật cấm đối xử bất bình đẳng trong thị trường lao động (tiếng Đan Mạch: Lov om forbud mod forskelsbehandling på arbejdsmarkedet), được thông qua vào năm 1996, định nghĩa "phân biệt đối xử" như sau:
| “ | phân biệt đối xử có nghĩa là bất kỳ sự phân biệt đối xử trực tiếp hoặc gián tiếp dựa trên chủng tộc, màu da, tôn giáo, quan điểm chính trị, khuynh hướng tình dục hoặc nguồn gốc quốc gia, xã hội hoặc sắc tộc. | ” |

Bản sắc hoặc biểu hiện giới không được liệt kê rõ ràng, tuy nhiên, phán quyết của tòa năm 2015, trong đó một phụ nữ chuyển giới đã đệ đơn kiện chủ cũ của mình vì cáo buộc phân biệt đối xử, cho rằng nhận dạng hoặc biểu hiện giới tính được đưa vào luật.
Năm 2008, Đạo luật về Hội đồng đối xử bình đẳng (tiếng Đan Mạch: Lov om Ligebehandlingsnævnet) đã được thông qua, thành lập Hội đồng đối xử bình đẳng. Theo Đạo luật, Hội đồng "sẽ xem xét các khiếu nại về đối xử khác biệt trên cơ sở giới tính, chủng tộc, màu da, tôn giáo hoặc tín ngưỡng, quan điểm chính trị, khuynh hướng tình dục, tuổi tác, khuyết tật, hoặc nguồn gốc quốc gia, xã hội hoặc dân tộc".
Ngoài ra, Đan Mạch sở hữu luật tội ác căm thù, bổ sung hình phạt bổ sung cho các tội ác đối với người dân vì tính dục hoặc giới tính của họ.

## Bản dạng và biểu hiện giới
Đạo luật triệt sản và thiến (tiếng Đan Mạch: Lov om sterilisation og kastration), được thông qua vào tháng 6 năm 1929, là một trong những luật thay đổi giới tính đầu tiên trên thế giới. Người đầu tiên thực hiện thành công việc thay đổi giới tính hợp pháp ở Đan Mạch, cần phải trải qua chuyển đổi giới tính, là người Mỹ Christine Jorgensen vào đầu những năm 1950. Cô đã trải qua một orchiectomy và penectomy tại Copenhagen vào năm 1951 và 1952, tương ứng. Người phụ nữ chuyển giới Đan Mạch Lili Elbe, người đã truyền cảm hứng cho bộ phim năm 2015 Cô gái Đan Mạch, là một trong những người nhận biết đầu tiên của chuyển đổi giới tính. Cô chuyển sang Đức vào năm 1930, và sau đó đã có giới tính và tên của mình được thay đổi hợp pháp trên hộ chiếu Đan Mạch.
Vào tháng 2 năm 2013, một Guatemala đã trở thành người chuyển giới đầu tiên được cấp tị nạn ở Đan Mạch vì bị đàn áp tại quê hương của cô. Tuy nhiên, cô đã được đưa vào một cơ sở dành cho nam giới, nơi cô đã bị tấn công nhiều lần và ban đầu bị từ chối. Nhà chức trách đã mở lại vụ án khi cô chứng minh cuộc sống của mình sẽ gặp nguy hiểm nếu trở về Guatemala.
Vào tháng 6 năm 2014, Quốc hội Đan Mạch đã bỏ phiếu 59-52 để loại bỏ yêu cầu chẩn đoán bị rối loạn tâm thần và phẫu thuật với triệt sản không thể đảo ngược trong quá trình thay đổi giới tính hợp pháp. Kể từ ngày 1 tháng 9 năm 2014, Danes trên 18 tuổi muốn đăng ký thay đổi giới tính hợp pháp có thể làm như vậy bằng cách nói rằng họ muốn thay đổi tài liệu của mình, sau đó là "thời gian phản ánh" kéo dài sáu tháng để xác nhận yêu cầu.
Trong khi đưa ra quyết định của Tổ chức Y tế Thế giới (WHO) để loại bỏ người chuyển giới bản dạng giới khỏi danh sách các bệnh tâm thần, Đan Mạch ban đầu hoãn thay đổi đơn phương. Trích dẫn sự thiếu tiến bộ tại WHO, Quốc hội Đan Mạch đã quyết định xóa danh tính giới tính của người chuyển giới khỏi danh sách các bệnh tâm thần của Ủy ban Y tế Quốc gia. vào ngày 1 tháng 1 năm 2017. Đây là quốc gia thứ hai làm điều này, sau Pháp đã làm như vậy vào năm 2010. WHO cuối cùng đã loại bỏ danh tính giới tính của người chuyển giới khỏi danh sách các bệnh tâm thần vào tháng 6 năm 2018.
Ngoài nam và nữ, hộ chiếu Đan Mạch còn có sẵn "X".

## Giáo dục giới tính
Đan Mạch có một trong những bài học giáo dục giới tính toàn diện nhất trên thế giới, bao gồm thông tin về tình dục an toàn, phòng chống lây nhiễm qua đường tình dục, phá thai, tránh thai, dậy thì, quan hệ tình dục, đời sống gia đình, giới tính và tình dục, và sự đa dạng. Các bài học giáo dục giới tính là bắt buộc trong tất cả các trường tiểu học và trung học công lập, và cũng giải quyết các vấn đề sức khỏe khác, bao gồm sử dụng ma túy và rượu.
Năm 1981, Gå-Ud-Gruppen (Nhóm Outreach) thiết lập các bài học giáo dục giới tính bổ sung cung cấp thông tin về đồng tính luyến ái cho các lớp học cao cấp tại các trường nhà nước.
Năm 2008, Hiệp hội Kế hoạch hóa Gia đình Đan Mạch đã giới thiệu một chiến dịch trực tuyến toàn quốc mới cho giáo dục giới tính. Đến năm 2009, 88.300 học sinh đã tham gia.

## Hiến máu
Vào tháng 5 năm 2014, sáu đảng chính trị Đan Mạch kêu gọi Bộ trưởng Y tế Nick Hækkerup dỡ bỏ lệnh cấm cấm những người đồng tính nam và song tính được phép hiến máu.
Vào tháng 8 năm 2016, đã có báo cáo rằng đa số nghị sĩ trong Quốc hội ủng hộ dỡ bỏ lệnh cấm. Đảng Nhân dân Đan Mạch, Dân chủ xã hội và Thay thế đều ủng hộ đề xuất của Đảng Tự do Xã hội Đan Mạch Nhà lãnh đạo Morten stergaard, người muốn dỡ bỏ lệnh cấm của đất nước đối với những người đồng tính nam và song tính hiến máu.
Đôi khi từ năm 2019, Đan Mạch sẽ cho phép những người đồng tính nam và song tính hiến máu sau thời gian trì hoãn 4 tháng. Thời gian trì hoãn sẽ được miễn nếu cá nhân có mối quan hệ một vợ một chồng ổn định.

## Bảng tóm tắt
Quyền của người LGBT ở Đan Mạch (không bao gồm tự trị của Greenland và Quần đảo Faroe:
| Hoạt động tình dục đồng giới | Kết hợp dân sự              | Hôn nhân đồng giới   | Nhận con nuôi                                  | Cho phép người đồng tính phục vụ công khai trong quân đội | Chống phân biệt đối xử (xu hướng tính dục)  | Pháp luật liên quan đến bản sắc/biểu hiện giới                                                 |
| ---------------------------- | --------------------------- | -------------------- | ---------------------------------------------- | --------------------------------------------------------- | ------------------------------------------- | ---------------------------------------------------------------------------------------------- |
| Hợp pháp từ năm 1933         | Đăng ký hợp tác từ năm 1989 | Hợp pháp từ năm 2012 | Con nuôi từ năm 1999 Áp dụng chung từ năm 2010 | Từ năm 1978                                               | Cấm tất cả phân biệt đối xử chống đồng tính | Thay đổi và công nhận giới tính hợp pháp có thể mà không cần phẫu thuật hoặc liệu pháp hormone |

### Tóm tắt bởi các quốc gia của Vương quốc Đan Mạch
Quyền của người LGBT trên khắp Vương quốc Đan Mạch:
| Quyền | Có/Không                     | Ghi chú                                                                 |
| Hoạt động tình dục đồng giới | Hoạt động tình dục đồng giới | Hoạt động tình dục đồng giới                                            |
| --- | ---------------------------- | ----------------------------------------------------------------------- |
| Hành vi tình dục đồng giới hợp pháp | Yes                          | Từ năm 1933                                                             |
| Tuổi đồng ý cho các hành vi tình dục đồng giới và khác giới                                                                               | Yes                          | Từ năm 1977 (Đan Mạch và Greenland)                                     |
| Tuổi đồng ý cho các hành vi tình dục đồng giới và khác giới                                                                               | Yes                          | Từ năm 1988 (Quần đảo Faroe)                                            |
| Đồng tính luyến ái giải mật như một căn bệnh                                                                                              | Yes                          | Từ năm 1981                                                             |
| Mối quan hệ đồng giới |                              |                                                                         |
| Quan hệ đối tác đã đăng ký cho các cặp đồng giới                                                                                          | Yes                          | Từ năm 1989 (Đan Mạch)                                                  |
| Quan hệ đối tác đã đăng ký cho các cặp đồng giới                                                                                          | Yes                          | Từ năm 1996 (Greenland)                                                 |
| Quan hệ đối tác đã đăng ký cho các cặp đồng giới                                                                                          | No                           | Không có luật tồn tại, hóa đơn bị từ chối vào năm 2014 (Quần đảo Faroe) |
| Quan hệ đối tác dân sự tại các địa điểm tôn giáo                                                                                          | Yes                          | Từ năm 2012 (Đan Mạch)                                                  |
| Quan hệ đối tác dân sự tại các địa điểm tôn giáo                                                                                          | Yes                          | Từ năm 2016 (Greenland)                                                 |
| Quan hệ đối tác dân sự tại các địa điểm tôn giáo                                                                                          | No                           | Không có luật tồn tại (Quần đảo Faroe)                                  |
| Dân sự và tôn giáo hôn nhân đồng giới | Yes                          | Từ năm 2012 (Đan Mạch)                                                  |
| Dân sự và tôn giáo hôn nhân đồng giới | Yes                          | Từ năm 2016 (Greenland)                                                 |
| Dân sự và tôn giáo hôn nhân đồng giới | Yes                          | Từ năm 2017 (Quần đảo Faroe)                                            |
| Thông qua và kế hoạch hóa gia đình |                              |                                                                         |
| Nhận con nuôi và con nuôi chung cho người LGBT và các cặp đồng giới                                                                       | Yes                          | Từ năm 1999 và 2010 (Đan Mạch)                                          |
| Nhận con nuôi và con nuôi chung cho người LGBT và các cặp đồng giới                                                                       | Yes                          | Từ năm 2009 và 2016 (Greenland)                                         |
| Nhận con nuôi và con nuôi chung cho người LGBT và các cặp đồng giới                                                                       | Yes                          | Từ năm 2017 (Quần đảo Faroe)                                            |
| Truy cập bình đẳng vào IVF cho các cặp vợ chồng đồng tính nữ                                                                              | Yes                          | Từ năm 2006 (Đan Mạch và Greenland)                                     |
| Truy cập bình đẳng vào IVF cho các cặp vợ chồng đồng tính nữ                                                                              | No                           | Không có luật tồn tại (Quần đảo Faroe)                                  |
| Các cặp đồng giới là cả hai cha mẹ trong giấy khai sinh                                                                                   | Yes                          | Từ năm 2013 (Đan Mạch)                                                  |
| Các cặp đồng giới là cả hai cha mẹ trong giấy khai sinh                                                                                   | Yes                          | Từ năm 2016 (Greenland)                                                 |
| Các cặp đồng giới là cả hai cha mẹ trong giấy khai sinh                                                                                   | Yes                          | Từ năm 2017 (Quần đảo Faroe)                                            |
| Mang thai hộ cho các cặp đồng tính nam | Not applicable               | Bất hợp pháp cho các cặp vợ chồng dị tính cũng vậy                      |
| Nghĩa vụ quân sự |                              |                                                                         |
| Người LGBT được phép phục vụ công khai trong quân đội                                                                                     | Yes                          | Từ năm 1978                                                             |
| Quyền của người chuyển giới |                              |                                                                         |
| Chuyển giới danh tính được loại khỏi danh sách bệnh                                                                                       | Yes                          | Từ năm 2017                                                             |
| Quyền thay đổi giới tính hợp pháp | Yes                          | Từ năm 1929 (Đan Mạch)                                                  |
| Quyền thay đổi giới tính hợp pháp | No                           | Không có luật tồn tại (Quần đảo Faroe và Greenland)                     |
| Chuyển đổi giới tính, triệt sản và chẩn đoán y tế không bắt buộc                                                                          | Yes                          | Từ năm 2014 (Đan Mạch)                                                  |
| Chuyển đổi giới tính, triệt sản và chẩn đoán y tế không bắt buộc                                                                          | No                           | Không có luật tồn tại (Quần đảo Faroe và Greenland)                     |
| Lựa chọn giới tính thứ ba | Yes                          | (Từ năm 2014)                                                           |
| Bảo vệ phân biệt đối xử |                              |                                                                         |
| Luật chống phân biệt đối xử trong tất cả các lĩnh vực về xu hướng tính dục và bản dạng giới (bao gồm việc làm, hàng hóa và dịch vụ, v.v.) | Yes                          | Từ năm 1996 (Đan Mạch)                                                  |
| Luật chống phân biệt đối xử trong tất cả các lĩnh vực về xu hướng tính dục và bản dạng giới (bao gồm việc làm, hàng hóa và dịch vụ, v.v.) | No                           | Không có luật tồn tại (Quần đảo Faroe và Greenland)                     |
| Luật chống lại ngôn từ kích động thù địch dựa trên xu hướng tính dục                                                                      | Yes                          | Từ năm 1987 (Đan Mạch)                                                  |
| Luật chống lại ngôn từ kích động thù địch dựa trên xu hướng tính dục                                                                      | Yes                          | Từ năm 2007 (Faroe Islands)                                             |
| Luật chống lại ngôn từ kích động thù địch dựa trên xu hướng tính dục                                                                      | Yes                          | Từ năm 2010 (Greenland)                                                 |
| Luật chống lại lời nói căm thù dựa trên bản sắc giới                                                                                      | No                           | Không có luật                                                           |
| Luật chống lại tội phạm ghét về khuynh hướng tình dục thông qua một tình tiết tăng nặng                                                   | Yes                          | Từ năm 2004 (Đan Mạch)                                                  |
| Luật chống lại tội phạm ghét về khuynh hướng tình dục thông qua một tình tiết tăng nặng                                                   | Yes                          | Từ năm 2007 (Quần đảo Faroe)                                            |
| Luật chống lại tội phạm ghét về khuynh hướng tình dục thông qua một tình tiết tăng nặng                                                   | Yes                          | Từ năm 2010 (Greenland)                                                 |
| Luật chống lại tội ác thù địch về bản sắc giới tính thông qua một tình tiết tăng nặng                                                     | No                           | Không có luật                                                           |
| Quyền di cư |                              |                                                                         |
| Quyền bình đẳng và quyền nhập cư cho các cá nhân LGBT và các cặp đồng giới                                                                | Yes                          |                                                                         |
| Công nhận xu hướng tính dục và bản dạng giới cho các yêu cầu tị nạn                                                                       | /                            | Một số trường hợp được công nhận                                        |
| Khác |                              |                                                                         |
| Giáo dục giới tính LGBT và các mối quan hệ được dạy trong trường học                                                                      | Yes                          | Giáo dục giới tính bắt buộc ở trường công                               |
| NQHM được phép hiến máu | Yes                          | Từ năm 2019                                                             |